# Mariusz Wlazły
Mariusz Łukasz Wlazły, född 4 augusti 1983 i Wieluń, är en polsk tidigare volleybollspelare. Han spelade för polska landslaget vid Olympiska sommarspelen 2008 i Peking.

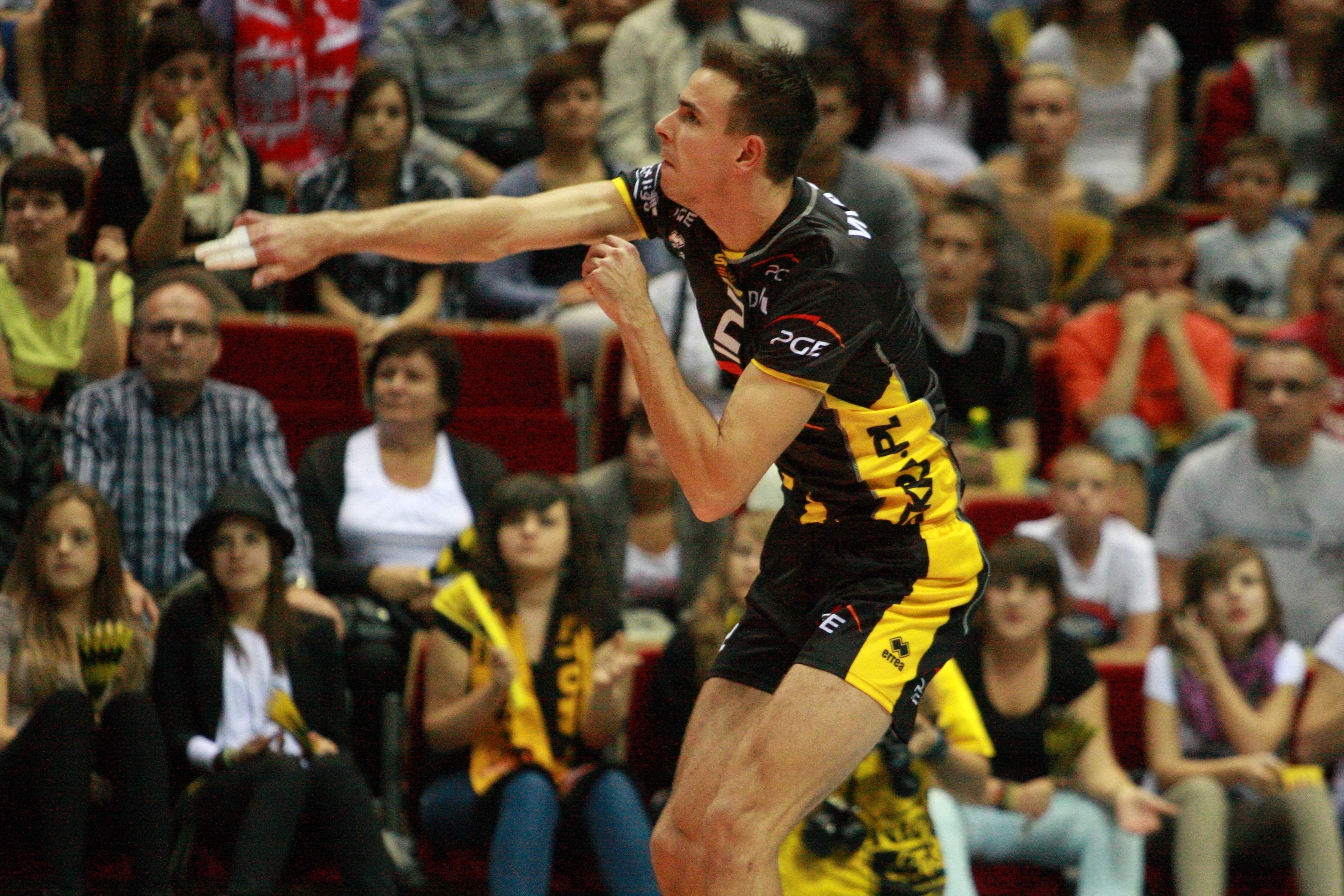
Wlazły